# Sines
Sines è una città portoghese nella provincia di Setúbal, nella regione dell'Alentejo, con una popolazione di circa 18 298 abitanti (INE 2015). A Sines si trova attualmente il più grande porto del Portogallo ed è considerata la principale città logistica portuale industriale del Portogallo.
È la sede di un comune con 203,30 km² di superficie e 18 598 abitanti (2015 INE), diviso in due parrocchie. Il comune è delimitato a nord e ad est dal comune di Santiago do Cacém, a sud e ad ovest dal Odemira. La costa della città, a sud di San Torpes, fa parte del Parco naturale del sudovest Alentejo e costa Vicentina.

## Società

### Evoluzione demografica
| Popolazione di Sines (1801 – 2004) | Popolazione di Sines (1801 – 2004) | Popolazione di Sines (1801 – 2004) | Popolazione di Sines (1801 – 2004) | Popolazione di Sines (1801 – 2004) | Popolazione di Sines (1801 – 2004) | Popolazione di Sines (1801 – 2004) | Popolazione di Sines (1801 – 2004) | Popolazione di Sines (1801 – 2004) |
| ---------------------------------- | ---------------------------------- | ---------------------------------- | ---------------------------------- | ---------------------------------- | ---------------------------------- | ---------------------------------- | ---------------------------------- | ---------------------------------- |
| 1801                               | 1849                               | 1900                               | 1930                               | 1960                               | 1981                               | 1991                               | 2001                               | 2004                               |
| 1.766                              | 2.632                              | parte di Santiago do Cacém         | 7.666                              | 8.866                              | 12.075                             | 12.347                             | 13.577                             | 13.613                             |

## Frazioni
- Porto Covo
- Sines